# Libro Sudoviano
Il cosiddetto Libro Sudoviano (in tedesco: Sudauer Büchlein; in lituano: Sūduvių knygelė) era un'opera anonima sui costumi, la religione e la vita quotidiana degli antichi prussiani della Sambia. Il manoscritto fu elaborato in tedesco nel XVI secolo e l'originale non è sopravvissuto, risultando conosciuto solo grazie a copie, trascrizioni e pubblicazioni successive. Gli studiosi moderni non concordano sull'origine e sul valore dello scritto: ciononostante, sebbene non siano stati dissipati i dubbi sulla sua attendibilità, il testo è diventato popolare ed è stato spesso citato in altri libri di storia. Gran parte della mitologia prussiana viene ricostruita sulla base di questo lavoro o dei suoi derivati.

## Autore
Stando al filologo Aleksander Brückner (1856-1939), il libro trae origine da lettere scritte intorno al 1545 dal sacerdote protestante Hieronymus Malecki, il quale si servì delle informazioni presenti nelle Constitutiones Synodales pubblicate nel 1530. Le lettere furono ampliate e tradotte dal figlio di Malecki, che pubblicò il Libro Sudoviano nel 1561. Proprio in virtù da tale ricompilazione, la nuova versione non conteneva elementi nuovi rispetto ad altri scritti o in qualche modo preziosi, tanto da non essere segnalata da Brückner come fonte rilevante per lo studio della mitologia prussiana.
Wilhelm Mannhardt credeva che Malecki stilasse solo manoscritti anonimi redatti in precedenza per la pubblicazione. Secondo Mannhardt, il libro è antecedente e venne utilizzato come punto di riferimento per le Constitutiones Synodales. Il folklorista tedesco ha affermato che il libro fu compilato dal clero luterano, nello specifico da Georg von Polenz, vescovo di Sambia, Erhard di Queis, vescovo di Pomesania, e Paulus Speratus, predicatore di Alberto I di Prussia, e poi divenuto in seguito vescovo di Pomesania. Durante gli anni Venti del Cinquecento, la visita di diverse parrocchie e la raccolta di informazioni ottenuta permise loro di stilare un testo sulle credenze pagane, ovvero appunto il Libro Sudoviano, in seguito riassunto nelle Constitutiones Synodales.
Lo storico lituano Ingė Lukšaitė ha affermato che sia il Libro Sudoviano che la Constitutiones Synodales facevano parte di un'opera più ampia. Nelle opere scritte in stile rinascimentale, l'autore descriveva ma non condannava le credenze e i rituali pagani, il che risultava dunque improbabile se le opere fossero state preparate da membri del clero cristiano, i quali già nelle cronache medievali non perdevano occasione per screditare il paganesimo. Pertanto, risalire agli autori è un'operazione talmente ardua che, per il momento, è destinata a rimanere incompiuta.

## Contenuti
Il libro includeva un elenco di divinità prussiane, ordinate secondo uno schema discendente dal cielo alla terra agli inferi: Ockopirmus (dio principale del cielo e delle stelle), Swayxtix (dio della luce), Auschauts (dio dei malati), Autrimpus (dio del mare), Potrimpo (dio dei corsi d'acqua), Bardoayts (dio delle imbarcazioni), Pergrubrius (dio delle piante), Pilnitis (dio dell'abbondanza), Parkuns (dio del tuono e della pioggia), Peckols (dio dell'inferno e dell'oscurità), Pockols (spirito volante o diavolo), Puschkayts (dio della terra) e i suoi servitori Barstucke (nani) e Markopole.
Il libro raccontava anche nel dettaglio i matrimoni, i funerali e l'onore dei morti. Una descrizione particolarmente certosina riguardava il sacrificio rituale di una capra da parte del sacerdote (chiamato Wourschaity). L'opera descrive i costumi dei sudoviani che vivevano in Sambia: secondo Pietro di Duisburg circa 3.000 sudoviani si trasferirono in Sambia alla fine del XIII secolo, mentre erano ancora in corso la crociata prussiana e quella lituana. Nell'epoca in cui scrisse l'autore del Libro Sudoviano, i loro discendenti vivevano ancora in una regione ben circoscritta ed erano conosciuti per via della loro fede negli dèi pagani. Sulla base di quest'indicazione, Norbertas Vėlius ha suggerito che il lavoro non avesse i prussiani come protagonisti, ma le divinità e le tradizioni dei sudoviani.

### Esplicative
1. ↑  Il titolo completo variava notevolmente a seconda delle diverse copie del manoscritto. Il frontespizio della versione stampata solitamente recita: Warhafftige Beschreibung der Sudawen auf Samlandt sambt jhren Bockheyligen vnd Ceremonien (Descrizione veritiera del sacrificio della capra e delle cerimonie dei sudoviani di Sambia). Le copie del manuale erano invece spesso intitolate: Der Vnglaubigen Sudauen ihrer Bockheiligung mit sambt andern Ceremonien, so sie tzu brauchen gepflegeth (Il sacrificio della capra degli incredibili sudoviani e altre cerimonie che hanno l'abitudine di eseguire).

### Bibliografiche
1. 1 2 3 4  (LT) William R. Schmalstieg, "Revisione. Fonti della religione e della mitologia baltiche 2" (PDF), Archivum Lithuanicum, 2003, 5: pp. 364–365. ISSN 1392-737X.
2. 1 2 3 4 5 6 7  (LT) Rolandas Kregždys, "Il libro sui sudoviani è una fonte di religione e cultura dei paesi baltici occidentali. Parte I: analisi formale" (PDF), Lituanistica, 2009, 3–4 (79–80): po. 179–187. ISSN 0235-716X.
3. ↑  (EN) Endre Bojtár, Foreword to the Past: A Cultural History of the Baltic People, Central European University Press, 1999, ISBN 963-9116-42-4, p. 315.
4. 1 2  (LT) "Sūduvių knygelė", Mažosios Lietuvos enciklopedija, 4, Vilnius: Mokslo ir enciklopedijų leidybos institutas, 2009, pp. 355–356. ISBN 5-420-01470-X.